# Hello Hurricane
Hello Hurricane —en español: Hola huracán— es el séptimo álbum de estudio de la banda estadounidense Switchfoot. Fue lanzado el 10 de noviembre de 2009. El 13 de febrero de 2011, el álbum ganó el premio al Mejor Álbum de Rock Gospel en las 53.ª edición de los Grammy. Fue coproducido por la banda y Mike Elizondo, después se ejecuta inicialmente auto-producción de su trabajo, así como la prueba con productores como Ken Andrews y Charlie Peacock. El álbum fue grabado principalmente en Spot X Estudio de la banda en su ciudad natal de San Diego, California. Fue originalmente para ser lanzado el 6 de octubre de 2009, pero se retrasó a un 10 de noviembre de 2009 la publicación por su sello discográfico independiente.

## Lista de canciones
| Album release |                                      |                            |          |  |
| N.º           | Título                               | Escritor(es)               | Duración |  |
| 1.            | «Needle and Haystack Life»           | Jon Foreman                | 3:46     |  |
| 2.            | «Mess of Me»                         | Jon Foreman, Tim Foreman   | 3:28     |  |
| 3.            | «Your Love Is a Song»                | Jon Foreman, Mike Elizondo | 4:19     |  |
| 4.            | «The Sound (John M. Perkins' Blues)» | Jon Foreman, Tim Foreman   | 3:46     |  |
| 5.            | «Enough to Let Me Go»                | Jon Foreman, Tim Foreman   | 3:52     |  |
| 6.            | «Free»                               | Jon Foreman                | 4:02     |  |
| 7.            | «Hello Hurricane»                    | Jon Foreman, Tim Foreman   | 4:04     |  |
| 8.            | «Always»                             | Jon Foreman                | 4:19     |  |
| 9.            | «Bullet Soul»                        | Jon Foreman, Tim Foreman   | 3:24     |  |
| 10.           | «Yet»                                | Jon Foreman, Tim Foreman   | 3:53     |  |
| 11.           | «Sing It Out»                        | Jon Foreman, Tim Foreman   | 5:17     |  |
| 12.           | «Red Eyes»                           | Jon Foreman, Tim Foreman   | 4:49     |  |

## Posiciones en listas
| Lista (2009)                      | Posición |
| --------------------------------- | -------- |
| Nueva Zelanda, RIANZ Albums Chart | 13       |
| EE. UU., Billboard 200            | 13       |
| Billboard Alternative Albums      | 3        |
| Billboard Christian Albums        | 2        |
| Billboard Rock Albums             | 4        |

### Listas anuales
| Lista anual (2010)         | Posición |
| -------------------------- | -------- |
| Billboard Christian Albums | 7        |

## Personal
Switchfoot
- Jon Foreman - voz principal, guitarra rítmica
- Tim Foreman - bajo eléctrico, coros
- Chad Butler - tambores
- Jerome Fontamillas - guitarra rítmica, teclado, coros
- Drew Shirley - guitarra principal, coros